# Vesy

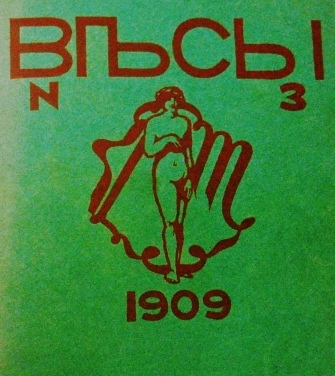
Весы, Vesy (La Balance) 1909

Vesy (en russe : Весы ; traduction : La Balance) est une revue mensuelle russe de critique scientifique et littéraire, publiée à Moscou par les éditions du « Scorpion » à partir de janvier 1904 jusqu'à décembre 1909. C'était l'organe de diffusion principal du symbolisme russe.

## Histoire
L'éditeur-rédacteur était Sergueï Poliakov, mais c'était Valéri Brioussov qui dirigeait en fait la revue, surtout durant ses premières années d'existence. Les principaux collaborateurs étaient : Andreï Biély , Viatcheslav Ivanovitch Ivanov , Constantin Balmont, Lev Kobylinski (Ellis), Vassili Rozanov , Maximilian Volochine , Dimitri Merejkovski , Nikolaï Minski, Fiodor Sologoub , Alexandre Blok, puis plus tard Zinaïda Hippius (également sous son pseudonyme Antona Kraïneva), Mikhaïl Kouzmine , Sergueï Gorodetski, Vsevolod Meyerhold, Sergueï Soloviev (poète), et beaucoup d'autres, dont des collaborateurs étrangers comme René Ghil.
Les promoteurs de la revue souhaitaient créer en Russie une revue à l'image des revues occidentales telles que «Athenaeum», «Mercure de France», «Literarisches Echo».
« Vesy » était la revue du symbolisme et du symbolisme russe en particulier. La rédaction était consciente du fait qu'elle constituait une passerelle qui devait aider à passer le cap entre d'une part l'influence du matérialisme et du réalisme dans les arts qui étaient moribonds et d'autre part un art nouveau lié à la mystique, la métaphysique, la religion de manière indissoluble.(№ 12 de 1909, intitulé « Au lecteur »).
La revue reprenait également les idées développées par Mir Iskousstva sur l'art conçu comme une unité : toutes les formes de l'art ont des origines communes quel que soit le moyen d'expression. Cela se matérialisait par des échanges intenses entre littérature et peinture, mais aussi entre celles-ci et la musique, l'architecture. C'est là également une des caractéristiques de l'école du cubo-futurisme qui se développa en Russie dans les années 1910 à 1921.
Selon la plupart de ses collaborateurs, la revue, par la présence de ses différents collaborateurs, a mélangé « l'esthétisme extrême » de Constantin Balmont, 
la « contemplation individualiste » de Valéri Brioussov, le « dyonisisme universaliste » de Viatcheslav Ivanovitch Ivanov, le « mysticisme soutenu » de Zinaïda Hippius , les « aspirations romantiques » d'Alexandre Blok, la « synthèse nietzschéenne » d'Andreï Biély , et le « baudelairisme extrême » d'Ellis (pseudonyme du poète Lev Kobylinski). Il faut ajouter l'importance de la « mystique sexuelle » chez Vassili Rozanov et de la religion chez Dimitri Merejkovski pour tenter d'établir la liste des différentes tendances de la revue.

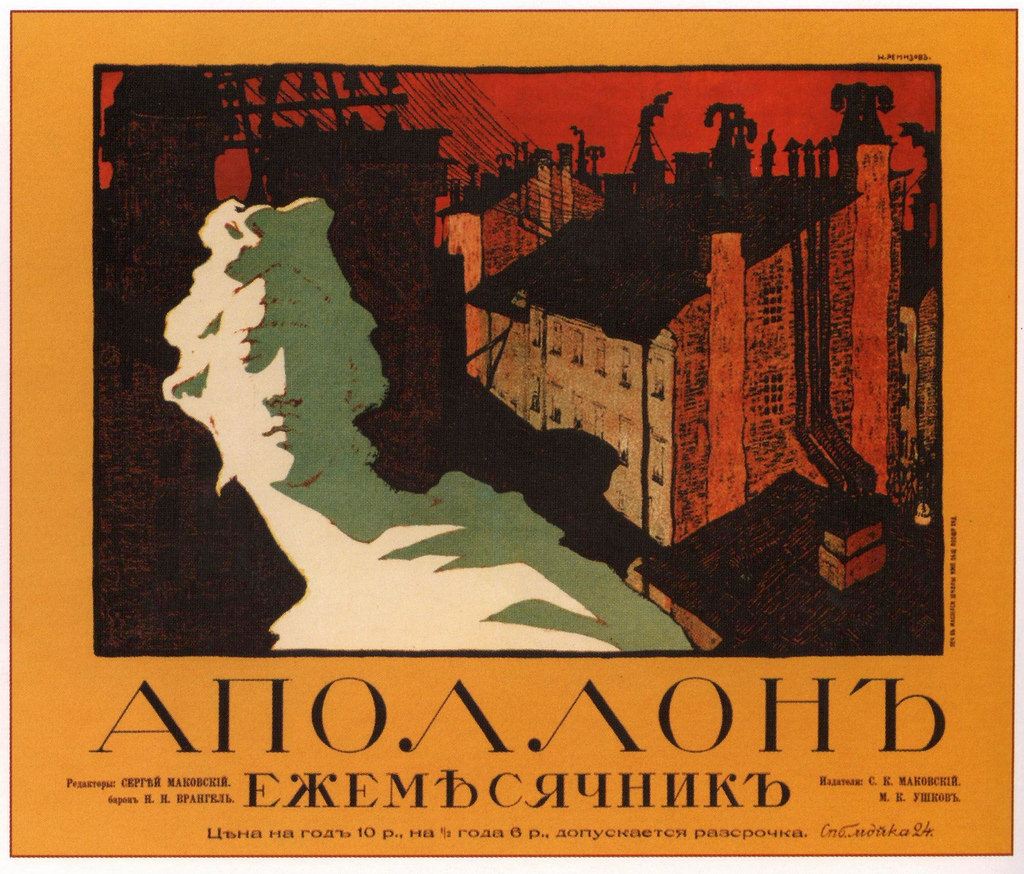
Apollon (revue) affiche par Nicolai Remisoff

« Vecy » se lança aussi dans la critique du marxisme avec son collaborateur Korneï Tchoukovski (revue № 2 en 1906).
Comme organe de quête artistique et religieuse « Vecy » avait des prédécesseurs (Le Messager du Nord, Mir iskousstva, Nouveau chemin) et elle eut des successeurs (La Toison d'or, Apollon). Elles représentent à elles-seules un ensemble de sources très riches, grâce à la multiplicité de leurs articles écrits par des représentants des différentes tendances du symbolisme russe au moment où celui-ci était au faîte de son développement et constituent ainsi une vaste bibliographie de toute la littérature russe de l'époque.

## Liens
- «Весы»
- Калугина О.В. Споры о «новом искусстве» в журнале символистов «Весы»
- Георгий Чулков. Годы странствий. «Весы» (из воспоминаний)

- (ru) Cet article est partiellement ou en totalité issu de l’article de Wikipédia en russe intitulé « Весы (журнал) » (voir la liste des auteurs).